# 대한예수교장로회(피어선)
대한예수교장로회(피어선) (大韓예수敎長老會(皮漁善)/The General Assembly of Presbyterian Church in Korea Pierson)은 1993년에 세워진 대한민국의 장로교 교단으로 서울특별시 강동구에 위치해 있다.
1912년에 피어선 기념 성경학원을 창립한 피어선 목사의 복음주의 신앙과 선교사상을 이어 받기 위하여 피어선대학교 동문들이 세운 총회로써 성서와 대한예수교장로회 헌법에 입각하여 개혁주의 신앙을 수호하며 국내외 하나님 나라 확장을 위한 선교사업이 설립목적이다.